# Gemeinderatswahlen in der Steiermark 2015

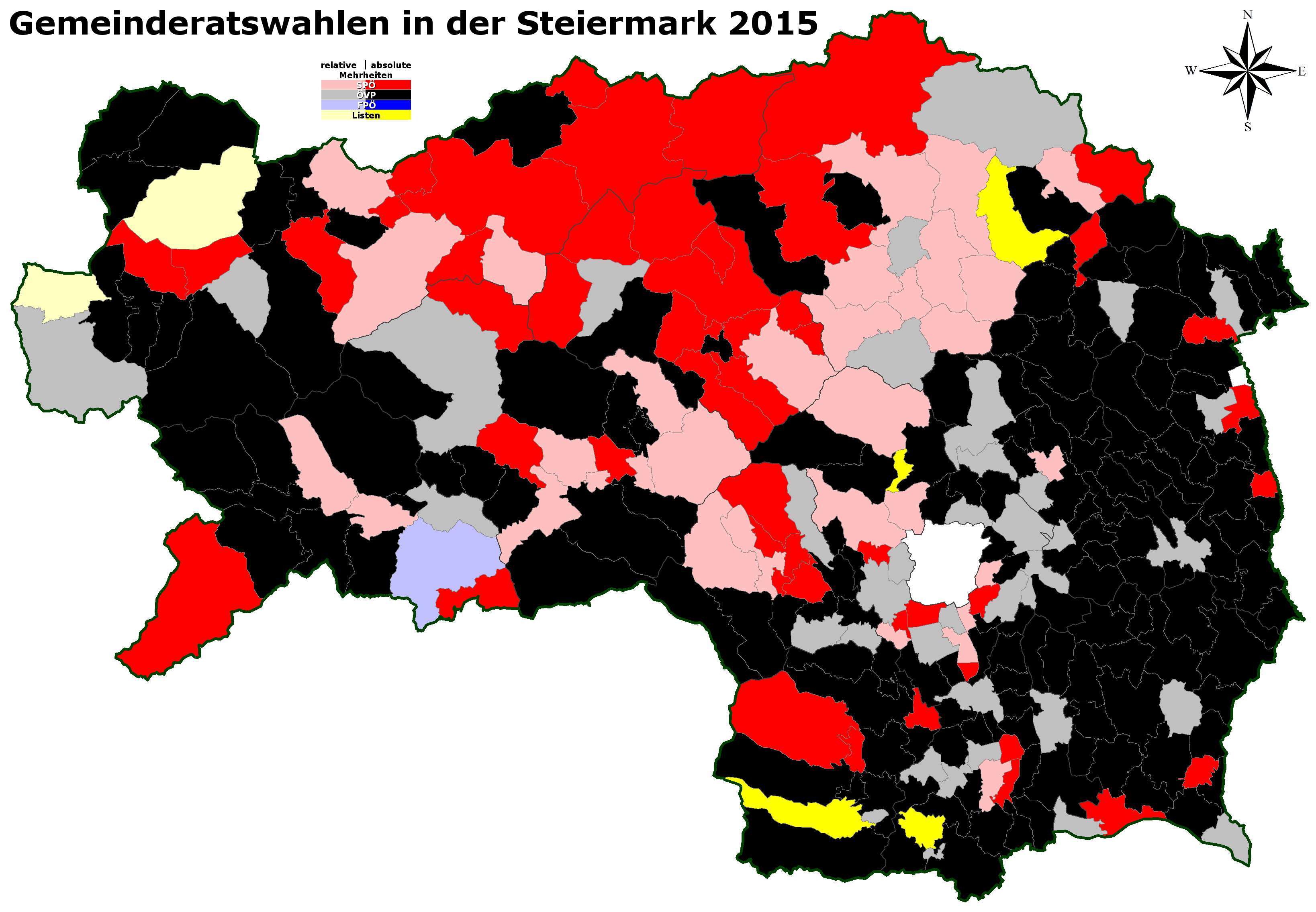
Mehrheiten in den Gemeinden nach den Gemeinderatswahlen in der Steiermark 2015 (ohne Graz)

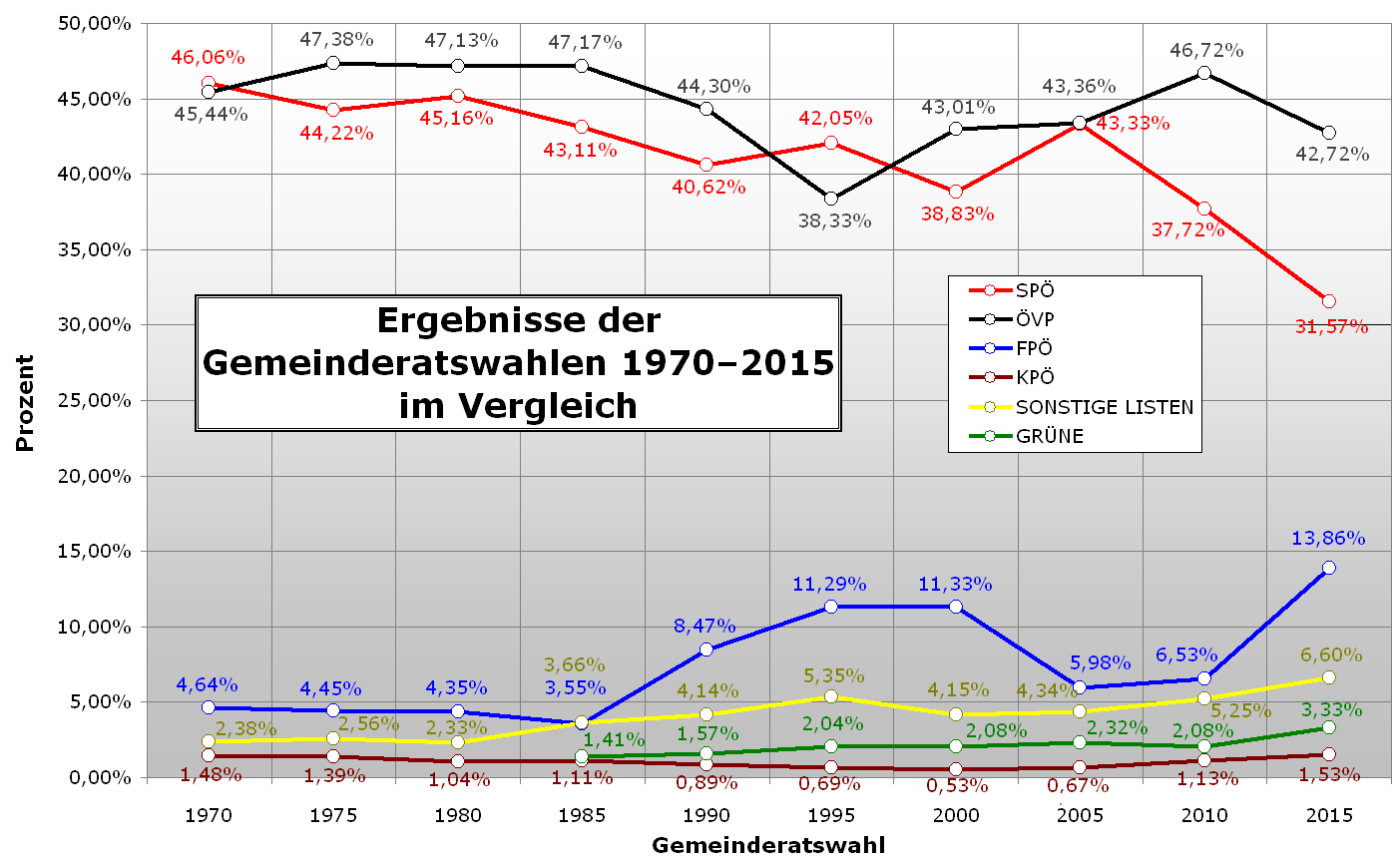
Die Ergebnisse der Gemeinderatswahlen in der Steiermark von 1970 bis 2015 im Vergleich

Die Gemeinderatswahlen in der Steiermark 2015 fanden am 22. März 2015 statt. Die Wahlen finden nach den Bestimmungen der Gemeindewahlordnung 2009, in der Fassung vom 26. September 2014 statt. Die Ausschreibung zur Wahl erfolgte am 30. Dezember 2014 mittels Landesgesetzblatt der Steiermark, 153. Verordnung durch Landeshauptmann Franz Voves. Die Wahl des Bürgermeisters erfolgt in den steirischen Gemeinden durch den jeweiligen Gemeinderat in der konstituierenden Sitzung des Gemeinderats. Ausgenommen von dieser Wahl war die Stadt Graz, wo die nächste Gemeinderatswahl erst 2017 stattfand.
Bei der Gemeinderatswahl 2015 standen in 286 Gemeinden insgesamt 5088 Gemeinderäte zur Wahl. Bei der Gemeinderatswahl 2010 waren dies noch 7507 Gemeinderäte, was einem Minus von 32,2 Prozent entspricht.
Als Gewinner der Wahlen ging die Freiheitliche Partei Österreichs (FPÖ) hervor, die mit einem Gewinn von 7,31 Prozent ihren Stimmenanteil mehr als verdoppeln konnte. Während 2010 noch 6,55 Prozent FPÖ-Mandataren ihre Stimme gaben, waren es bei dieser Wahl 13,86 Prozent. Über geringe Zugewinne durften sich ebenfalls die Grünen freuen, deren Stimmenanteil von 2,12 auf 3,33 Prozent (plus 1,21 Prozent) anstieg. Die NEOS, die erstmals in 15 Gemeinden kandidierten, schafften lediglich 0,39 Prozent und nur in 6 Gemeinden Mandate. Eindeutiger Verlierer der Wahlen waren die beiden Großparteien Sozialdemokratische Partei Österreichs (SPÖ) und Österreichische Volkspartei (ÖVP). Die SPÖ fiel von 37,72 auf 31,57 Prozent zurück, was einem Minus von 5,42 Prozent entspricht, und verlor dabei vor allem in ihren traditionellen Hochburgen Bruck an der Mur, Mürzzuschlag, Kapfenberg, Knittelfeld und Leoben. Mit einem Minus von 4,09 Prozent fiel die ÖVP ebenfalls von 46,81 auf 42,72 Prozent zurück, konnte dabei aber ihre absoluten Mehrheiten in der Ost- und Südsteiermark weitgehend behaupten. Mit nur 73,36 Prozent war die Wahlbeteiligung weiter sinkend und erreichte 2015 ihren bisherigen Tiefststand.

## Wahlkalender
In der Sitzung des Steiermärkischen Landtags wurde am 18. Dezember 2014 folgender Wahlkalender beschlossen:
- 5. Jänner 2015 – Stichtag zur Wahl; das ist 75 Tage vor dem Wahltermin,
- 12. Jänner 2015 – Ende der Frist für die Ernennung Sprengelwahlleiter und deren Stellvertreter,
- 24. Jänner 2015 – Meldung der vorläufigen Anzahl der Wahlberechtigten,
- 26. Jänner 2015 – Konstituierung der Wahlbehörden, Auflage der Wählerverzeichnisse und Übergabe von Abschriften an die Parteien,
- 30. Jänner 2015 – Ende der Einspruchsfrist,
- 13. Februar 2015 – um 13:00 Uhr Ende der Frist für Einbringung der Gemeindewahlvorschläge bei Gemeindewahlbehörde,
- 16. Februar 2015 – Abschluss des Wählerverzeichnisses und Meldung der endgültigen Wahlberechtigten,
- 19. Februar 2015 – Abschluss der Gemeindewahlvorschläge durch die Gemeindewahlbehörde,
- 1. März 2015 – Festsetzung der Wahlzeit und der Wahllokale der Wahlsprengel,
- 11. März 2015 – Aussendung der amtlichen Wahlinformation
- 13. März 2015 – vorgezogene Stimmabgabe,
- 18. März 2015 – Ende für schriftliche Wahlkartenanträge
- 22. März 2015 – Ende für mündliche Wahlkartenanträge
- 22. März 2015 – Wahltag
- 24. März 2015 – spätester Termin für die Kundmachung des Wahlergebnisses
- 8. April 2015 – Ende der Einspruchsfrist bei der Landeswahlbehörde

## Ausgangslage
Aufgrund der Steiermärkischen Gemeindestrukturreform wurde die Zahl der Gemeinden mit 1. Jänner 2015 von 539 auf 287 Gemeinden (inkl. Graz) reduziert, was einer Auflösung von 252 Gemeinden entspricht. Drei weitere Gemeinden wurden bereits mit 1. Jänner 2014 aufgelöst. Die kommunalpolitischen Auswirkungen auf die Stärke der einzelnen Parteien sind noch nicht absehbar.
Bis zur Konstituierung der Gemeinderäte in den neuen Gemeinden wurden Regierungskommissäre eingesetzt. Die neuen Bürgermeister werden dann im Rahmen der konstituierenden Sitzungen von den Gemeinderäten gewählt.
Während bei den Gemeinderatswahlen 2010 die Steirische Volkspartei oder eine ihr nahestehende Liste nur in einer einzigen Gemeinde (Nestelbach im Ilztal) nicht antrat, war dies bei der Sozialdemokratischen Partei Österreichs in 33 Gemeinden (Aug-Radisch, Bierbaum am Auersbach, Breitenfeld am Tannenriegel, Brodingberg, Dietersdorf am Gnasbach, Ebersdorf, Edelsgrub, Edelstauden, Freiland bei Deutschlandsberg, Garanas, Gemeinde Modriach, Glojach, Gössenberg, Großwilfersdorf, Gschaid bei Birkfeld, Gschnaidt, Hainersdorf, Hainsdorf im Schwarzautal, Johnsbach, Loipersdorf bei Fürstenfeld, Mitterlabill, Poppendorf, Reichendorf, Rinegg, Röthelstein, Schönberg-Lachtal, Schwarzau im Schwarzautal, Stein, Unterauersbach, Vornholz, Weinburg am Saßbach, Wielfresen und Zeutschach) der Fall. Die Freiheitliche Partei Österreichs kandidierte in 274 Gemeinden und Die Grünen in 86 Gemeinden. Das Bündnis Zukunft Österreich trat in 54 Gemeinden an und die Kommunistische Partei Österreichs in 25 Gemeinden. Dazu wurden bei den Gemeinderatswahlen 2010 insgesamt 130 Namens- und Bürgerlisten verzeichnet.

### Anzahl der Gemeinden

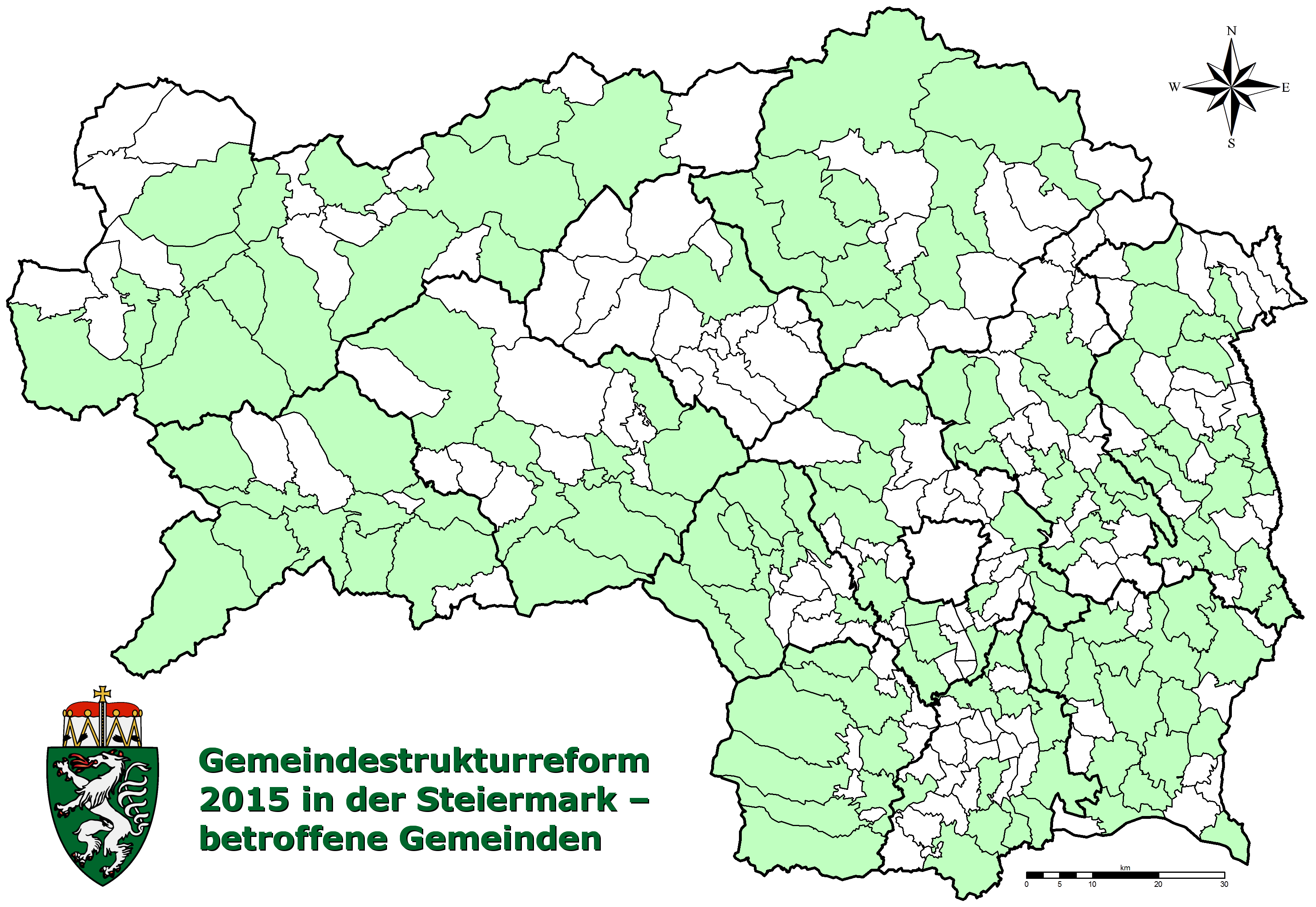
Grafische Übersicht über die durch die Zusammenlegungen neu entstandenen Gemeinden. Diese sind grün dargestellt. In den weiß dargestellten Gemeinden ergaben sich keine strukturellen Veränderungen.

| Bezirk                      | 2010 | 2015 | Differenz |
| --------------------------- | ---- | ---- | --------- |
| Bezirk Bruck-Mürzzuschlag   | 37   | 19   | −18       |
| Bezirk Deutschlandsberg     | 40   | 15   | −25       |
| Bezirk Graz-Umgebung        | 57   | 36   | −21       |
| Bezirk Hartberg-Fürstenfeld | 64   | 36   | −28       |
| Bezirk Leibnitz             | 48   | 29   | −19       |
| Bezirk Leoben               | 19   | 16   | −03       |
| Bezirk Liezen               | 51   | 29   | −22       |
| Bezirk Murau                | 34   | 14   | −20       |
| Bezirk Murtal               | 38   | 20   | −18       |
| Bezirk Südoststeiermark     | 74   | 26   | −48       |
| Bezirk Voitsberg            | 25   | 15   | −10       |
| Bezirk Weiz                 | 54   | 31   | −23       |

### Betroffene Gemeinden
Von der Gemeindestrukturreform, die mit 1. Jänner 2015 in Kraft trat, waren folgende Gemeinden betroffen (in Klammer die bisher eigenständigen Gemeinden):
- Bezirk Bruck-Mürzzuschlag:[9] Aflenz (Aflenz Kurort, Aflenz Land), Bruck an der Mur (Bruck an der Mur, Oberaich), Kapfenberg (Kapfenberg, Parschlug), Kindberg (Allerheiligen im Mürztal, Kindberg, Mürzhofen), Mariazell (Gußwerk, Halltal, Mariazell, Sankt Sebastian), Mürzzuschlag (Ganz, Mürzzuschlag), Neuberg an der Mürz (Altenberg an der Rax, Kapellen, Mürzsteg, Neuberg an der Mürz), St. Marein im Mürztal (Frauenberg, St. Marein im Mürztal), St. Barbara im Mürztal (Mitterdorf im Mürztal, Veitsch, Wartberg im Mürztal), Thörl (Etmißl, St. Ilgen, Thörl) und Tragöß-St. Katharein (St. Katharein an der Laming, Tragöß).
- Bezirk Deutschlandsberg:[10] Deutschlandsberg (Bad Gams, Deutschlandsberg, Freiland bei Deutschlandsberg, Kloster, Osterwitz, Trahütten), Eibiswald (Aibl, Eibiswald, Großradl, Pitschgau, Soboth und St. Oswald ob Eibiswald), Groß St. Florian (Groß St. Florian, Unterbergla), Schwanberg (Garanas, Gressenberg, Hollenegg, Schwanberg), St. Martin im Sulmtal (Sankt Martin im Sulmtal, Sulmeck-Greith), St. Stefan ob Stainz (Greisdorf, Gundersdorf, Sankt Stefan ob Stainz), Stainz (Georgsberg, Marhof, Rassach, Stainztal, Stainz, Stallhof) und Wies (Limberg bei Wies, Wernersdorf, Wielfresen, Wies).
- Bezirk Graz-Umgebung:[11] Deutschfeistritz (Deutschfeistritz, Großstübing), Dobl-Zwaring (Dobl, Zwaring-Pöls), Eggersdorf bei Graz (Brodingberg, Hart-Purgstall, Eggersdorf bei Graz, Höf-Präbach), Fernitz-Mellach (Fernitz, Mellach), Frohnleiten (Frohnleiten, Röthelstein, Schrems bei Frohnleiten), Gratwein-Straßengel (Eisbach, Gratwein, Gschnaidt, Judendorf-Straßengel), Hitzendorf (Attendorf, Hitzendorf, Rohrbach-Steinberg), Nestelbach bei Graz (Edelsgrub, Langegg bei Graz, Nestelbach bei Graz), Raaba-Grambach (Grambach, Raaba), Seiersberg-Pirka (Pirka, Seiersberg), St. Marein bei Graz (Krumegg, Petersdorf II, Sankt Marein bei Graz) und Unterpremstätten-Zettling (Unterpremstätten, Zettling).
- Bezirk Hartberg-Fürstenfeld:[12] Bad Waltersdorf (Bad Waltersdorf, Oberlimbach, Sebersdorf), Buch-St. Magdalena (Buchberg-Geiseldorf, St. Magdalena am Lemberg / bereits mit 1. Jänner 2013 fusioniert), Dechantskirchen (Dechantskirchen, Schlag bei Thalberg), Feistritztal (Blaindorf, Hirnsdorf, Kaibing, Sankt Johann bei Herberstein, Siegersdorf bei Herberstein), Fürstenfeld (Altenmarkt bei Fürstenfeld, Fürstenfeld, Übersbach), Grafendorf bei Hartberg (Grafendorf bei Hartberg, Stambach), Großwilfersdorf (Großwilfersdorf, Hainersdorf), Hartl (Großhart, Hartl, Tiefenbach bei Kaindorf), Ilz (Ilz, Nestelbach im Ilztal), Kaindorf (Dienersdorf, Hofkirchen bei Hartberg, Kaindorf), Loipersdorf bei Fürstenfeld (Loipersdorf bei Fürstenfeld, Stein), Neudau (Neudau, Unterlimbach), Pöllau (Pöllau, Rabenwald, Saifen-Boden, Schönegg bei Pöllau, Sonnhofen), Rohr bei Hartberg (Rohr bei Hartberg, Wörth an der Lafnitz), Rohrbach an der Lafnitz (Eichberg, Rohrbach an der Lafnitz), Vorau (Puchegg, Riegersberg, Schachen bei Vorau, Vorau, Vornholz) und Waldbach-Mönichwald (Mönichwald, Waldbach).
- Bezirk Leibnitz:[13] Ehrenhausen an der Weinstraße (Berghausen, Ehrenhausen, Ratsch an der Weinstraße, Retznei), Gamlitz (Gamlitz, Sulztal an der Weinstraße), Gleinstätten (Gleinstätten, Pistorf), Heiligenkreuz am Waasen (Heiligenkreuz am Waasen, Sankt Ulrich am Waasen), Leibnitz (Kaindorf an der Sulm, Leibnitz, Seggauberg), Leutschach an der Weinstraße (Eichberg-Trautenburg, Glanz an der Weinstraße, Leutschach, Schloßberg), Schwarzautal (Breitenfeld am Tannenriegel, Hainsdorf im Schwarzautal, Mitterlabill, Schwarzau im Schwarzautal, Wolfsberg im Schwarzautal), St. Georgen an der Stiefing (St. Georgen an der Stiefing, Stocking), St. Veit in der Südsteiermark (Sankt Nikolai ob Draßling, Sankt Veit am Vogau, Weinburg am Saßbach), Straß-Spielfeld (Obervogau, Spielfeld, Straß in Steiermark, Vogau) und Wildon (KG Sukdull, Weitendorf, Wildon).
- Bezirk Leoben:[14] Trofaiach (Gai, Hafning, Trofaiach / bereits mit 1. Jänner 2013 fusioniert).
- Bezirk Liezen:[15] Admont (Admont, Hall, Johnsbach, Weng im Gesäuse), Aich (Aich, Gössenberg), Bad Mitterndorf (Bad Mitterndorf, Pichl-Kainisch, Tauplitz), Gaishorn am See (Gaishorn am See, Treglwang), Irdning-Donnersbachtal (Donnersbach, Donnersbachwald, Irdning), Landl (Gams bei Hieflau, Hieflau, Landl, Palfau), Liezen (Liezen, Weißenbach bei Liezen), Michaelerberg-Pruggern (Michaelerberg, Pruggern), Mitterberg-St. Martin (Mitterberg St. Martin am Grimming), Öblarn (Niederöblarn, Öblarn), Rottenmann (Oppenberg, Rottenmann), Schladming (Pichl-Preunegg, Rohrmoos-Untertal, Schladming), Sölk (Großsölk, Kleinsölk, St. Nikolai im Sölktal), St. Gallen (St. Gallen, Weißenbach an der Enns) und Stainach-Pürgg (Pürgg-Trautenfels, Stainach).
- Bezirk Murau:[16] Krakau (Krakaudorf, Krakauhintermühlen, Krakauschatten), Murau (Laßnitz bei Murau, Murau, Stolzalpe, Triebendorf), Neumarkt in der Steiermark (Dürnstein in der Steiermark, Kulm am Zirbitz, Mariahof, Neumarkt in Steiermark, Perchau am Sattel, Sankt Marein bei Neumarkt, Zeutschach), Oberwölz (Oberwölz Stadt, Oberwölz Umgebung, Schönberg-Lachtal, Winklern bei Oberwölz), Ranten (Ranten, Rinegg), Scheifling (St. Lorenzen bei Scheifling, Scheifling), St. Georgen am Kreischberg (St. Georgen ob Murau, St. Ruprecht-Falkendorf), St. Lambrecht (St. Blasen, St. Lambrecht), St. Marein-Feistritz (Feistritz bei Knittelfeld, St. Marein bei Knittelfeld), Stadl-Predlitz (Predlitz-Turrach, Stadl an der Mur) und Teufenbach-Katsch (Frojach-Katsch, Teufenbach).
- Bezirk Murtal:[17] Großlobming (Großlobming, Kleinlobming), Judenburg (Judenburg, Oberweg, Reifling), Knittelfeld (Apfelberg, Knittelfeld), Obdach (Amering, Obdach, St. Anna am Lavantegg, St. Wolfgang-Kienberg), Pöls-Oberkurzheim (Oberkurzheim, Pöls), Pölstal (Bretstein, Oberzeiring, St. Johann am Tauern, St. Oswald-Möderbrugg), St. Marein-Feistritz (Feistritz bei Knittelfeld, St. Marein bei Knittelfeld), St. Margarethen bei Knittelfeld (Rachau, St. Lorenzen bei Knittelfeld, St. Margarethen bei Knittelfeld), Spielberg (Flatschach, Spielberg) und Weißkirchen in Steiermark (Eppenstein, Maria Buch-Feistritz, Reisstraße, Weißkirchen in Steiermark).
- Bezirk Südoststeiermark:[18] Bad Gleichenberg (Bad Gleichenberg, Bairisch Kölldorf, Merkendorf, Trautmannsdorf in Oststeiermark), Bad Radkersburg (Bad Radkersburg, Radkersburg Umgebung), Deutsch Goritz (Deutsch Goritz, Ratschendorf), Fehring (Fehring, Hatzendorf, Hohenbrugg-Weinberg, Johnsdorf-Brunn, Pertlstein), Feldbach (Auersbach, Feldbach, Gniebing-Weißenbach, Gossendorf, Leitersdorf im Raabtal, Mühldorf bei Feldbach, Raabau), Gnas (Aug-Radisch, Baumgarten bei Gnas, Gnas, Grabersdorf, Maierdorf, Poppendorf, Raning, Trössing, Unterauersbach), Kirchbach in der Steiermark (Kirchbach in Steiermarkm Zerlach), Kirchberg an der Raab (Fladnitz im Raabtal, Kirchberg an der Raab, Oberdorf am Hochegg, Studenzen), Mureck (Eichfeld, Gosdorf, Mureck), Paldau (Paldau, Perlsdorf, KG Oberstorcha), Pirching am Traubenberg (Edelstauden, Frannach, Pirching am Traubenberg), Riegersburg (Breitenfeld an der Rittschein, Kornberg bei Riegersburg, Lödersdorf, Riegersburg), St. Anna am Aigen (Frutten-Gießelsdorf, St. Anna am Aigen), St. Peter am Ottersbach (Bierbaum am Auersbach, Dietersdorf am Gnasbach, St. Peter am Ottersbach), St. Stefan im Rosental (Glojach, St. Stefan im Rosental) und Straden (Hof bei Straden, Krusdorf, Stainz bei Straden, Straden).
- Bezirk Voitsberg:[19] Bärnbach (Bärnbach, Piberegg), Edelschrott (Edelschrott, Modriach), Geistthal-Södingberg (Geistthal, Södingberg), Hirschegg-Pack (Hirschegg, Pack), Kainach bei Voitsberg (Gallmannsegg, Kainach bei Voitsberg, Kohlschwarz), Köflach (Graden, Köflach), Maria Lankowitz (Gößnitz, Maria Lankowitz, Salla) und Söding-St. Johann (St. Johann-Köppling, Söding).
- Bezirk Weiz:[20] Anger (Anger, Baierdorf bei Anger, Feistritz bei Anger, Naintsch), Birkfeld (Birkfeld, Gschaid bei Birkfeld, Haslau bei Birkfeld, Koglhof, Waisenegg), Fladnitz an der Teichalm (Fladnitz an der Teichalm, Tulwitz, Tyrnau), Gersdorf an der Feistritz (Gersdorf an der Feistritz, Oberrettenbach), Gleisdorf (Gleisdorf, Labuch, Laßnitzthal, Nitscha, Ungerdorf), Gutenberg-Stenzengreith (Gutenberg an der Raabklamm, Stenzengreith), Ilztal (Ilztal, Preßguts), Passail (Arzberg, Hohenau an der Raab, Neudorf bei Passail, Passail), Pischelsdorf am Kulm (Kulm bei Weiz, Pischelsdorf in der Steiermark, Reichendorf), St. Ruprecht an der Raab (Etzersdorf-Rollsdorf, St. Ruprecht an der Raab, Unterfladnitz) und Weiz (Krottendorf, Weiz).

### Wahlvorschläge
In den 286 Gemeinden wurden insgesamt 1043 Wahlvorschläge und damit um 574 weniger als bei der Gemeinderatswahl 2010 (1617 Wahlvorschläge) eingebracht. Sowohl die SPÖ, als auch die ÖVP treten in allen Gemeinden zur Wahl an. Die FPÖ kandidiert in 243 Gemeinden. Die Grünen stellen sich in 87 Gemeinden zur Wahl an, gefolgt von der KPÖ in 29 Gemeinden und den erstmals kandidierenden NEOS, die in 15 Gemeinden um die Wählerstimmen werben. 97 Listen runden die Kandidaturen ab.
| politischer Bezirk          | Anzahl der Gemeinden        |      | Liste 1 SPÖ | Liste 2 ÖVP | Liste 3 FPÖ | Liste 4 GRÜNE | Liste 5 KPÖ | Listen 6–10     | Listen 6–10 |
| politischer Bezirk          | Anzahl der Gemeinden        | NEOS | Liste 1 SPÖ | Liste 2 ÖVP | Liste 3 FPÖ | Liste 4 GRÜNE | Liste 5 KPÖ | sonstige Listen |             |
| --------------------------- | --------------------------- | ---- | ----------- | ----------- | ----------- | ------------- | ----------- | --------------- | ----------- |
| Bruck-Mürzzuschlag          | 019                         | 019  | 019         | 019         | 06          | 05            | 01          | 09              |             |
| Deutschlandsberg            | 015                         | 015  | 015         | 013         | 02          | 01            | 0           | 06              |             |
| Graz-Umgebung               | 036                         | 036  | 036         | 032         | 25          | 05            | 06          | 20              |             |
| Hartberg-Fürstenfeld        | 036                         | 036  | 036         | 028         | 07          | 01            | 02          | 07              |             |
| Leibnitz                    | 029                         | 029  | 029         | 028         | 07          | 0             | 02          | 12              |             |
| Leoben                      | 016                         | 016  | 016         | 013         | 02          | 06            | 01          | 06              |             |
| Liezen                      | 029                         | 029  | 029         | 022         | 05          | 01            | 0           | 13              |             |
| Murau                       | 014                         | 014  | 014         | 012         | 02          | 0             | 0           | 05              |             |
| Murtal                      | 020                         | 020  | 020         | 017         | 04          | 05            | 01          | 05              |             |
| Südoststeiermark            | 026                         | 026  | 026         | 019         | 12          | 01            | 01          | 05              |             |
| Voitsberg                   | 015                         | 015  | 015         | 015         | 04          | 04            | 0           | 06              |             |
| Weiz                        | 031                         | 031  | 031         | 025         | 11          | 0             | 01          | 03              |             |
| Steiermark gesamt           | 286                         | 286  | 286         | 243         | 87          | 29            | 15          | 97              |             |
| eingebrachte Wahlvorschläge | eingebrachte Wahlvorschläge | 1043 | 1043        | 1043        | 1043        | 1043          | 1043        | 1043            |             |

## Wahlrecht

### Wahlberechtigung
Aktiv wahlberechtigt sind alle Männer und Frauen, die am Wahltag das 16. Lebensjahr vollendet haben und am Stichtag die österreichische Staatsbürgerschaft oder die Staatsangehörigkeit eines anderen Mitgliedstaates der Europäischen Union besitzen, vom Wahlrecht nicht ausgeschlossen sind und in der Gemeinde den Hauptwohnsitz haben.
Das Wählerverzeichnis ist vom Bürgermeister in einem allgemein zugänglichen Amtsraum durch fünf Werktage zur öffentlichen Einsicht aufzulegen. Diese Einsicht kann nach Maßgabe der organisatorischen und technischen Möglichkeiten auch über Bildschirm oder Terminal gewährt werden.
| politischer Bezirk   | Wahlberechtigte | Wahlberechtigte | Wahlberechtigte | davon aus anderen EU-Staaten |
| politischer Bezirk   | Männer          | Frauen          | Gesamt          | davon aus anderen EU-Staaten |
| -------------------- | --------------- | --------------- | --------------- | ---------------------------- |
| Bruck-Mürzzuschlag   | 41.358000       | 44.138000       | 85.496000       | 3.936000                     |
| Deutschlandsberg     | 025.275000      | 26.234000       | 51.509000       | 1.435000                     |
| Graz-Umgebung        | 59.909000       | 62.723000       | 122.632000      | 5.398000                     |
| Hartberg-Fürstenfeld | 37.508000       | 38.643000       | 76.151000       | 1.947000                     |
| Leibnitz             | 33.426000       | 34.550000       | 67.976000       | 2.708000                     |
| Leoben               | 25.220000       | 26.860000       | 52.080000       | 2.177000                     |
| Liezen               | 32.299000       | 34.789000       | 67.088000       | 3.934000                     |
| Murtal               | 30.034000       | 31.684000       | 61.718000       | 2.548000                     |
| Murau                | 11.988000       | 12.417000       | 24.405000       | 753000                       |
| Südoststeiermark     | 35.811000       | 37.142000       | 72.953000       | 2.027000                     |
| Voitsberg            | 21.585000       | 22.847000       | 44.432000       | 1.140000                     |
| Weiz                 | 36.788000       | 37.583000       | 74.371000       | 2.383000                     |
| Steiermark gesamt    | 391.201000      | 409.610000      | 800.811000      | 30.386000                    |

### Wählbarkeit
Das passive Wahlalter für die Gemeinderatswahlen ist das 18. Lebensjahr, wobei auch hier als Stichtag der Wahltag gilt.
Die Wahlvorschläge müssen spätestens am 37. Tag vor dem Wahltag bis 17 Uhr der Gemeindewahlbehörde eingebracht werden. In Gemeinden bis zu 1000 Einwohnern von mindestens fünf, in Gemeinden bis 3000 Einwohnern von mindestens 10, in Gemeinden bis 5000 Einwohnern von mindestens 15 und in Gemeinden mit über 5000 Einwohnern von mindestens 20 Personen, die am Stichtag in der Gemeinde in der Wählerevidenz als wahlberechtigt eingetragen sind, unterstützt sein.

## Gemeindeorgane

### Gemeinderat
In den Gemeinden der Steiermark besteht der Gemeinderat bei bis zu 1.000 Einwohnern aus 9 Mitgliedern, über 1.000 Einwohnern aus 15, über 3.000 Einwohnern aus 21 Mitgliedern, über 5.000 Einwohnern aus 25 Mitgliedern und über 10.000 Einwohnern aus 31 Mitgliedern.

### Gemeindevorstand
Dieser besteht in der Steiermark in Gemeinden bis 3.000 Einwohnern aus dem Bürgermeister, dem Vizebürgermeister und dem Gemeindekassier. In Gemeinden mit über 3.000 Einwohnern kommen ein zweiter Vizebürgermeister und ein weiteres Vorstandsmitglied hinzu. In Gemeinden mit mehr als 10.000 Einwohnern kommen ein zweiter Vizebürgermeister und drei weitere Vorstandsmitglieder hinzu.
Die Gesamtanzahl der Gemeindevorstandsmitglieder muss auf die im Gemeinderat vertretenen Wahlparteien entsprechend der Wahlzahl aufgeteilt werden. Diese Wahlzahl wird nach der Anzahl der bei der Gemeinderatswahl erhaltenen Stimmen ermittelt.

### Bürgermeister
In den Gemeinden der Steiermark wird der Bürgermeister vom Gemeinderat gewählt. Einen Wahlvorschlag kann jede im Gemeinderat vertretene Wahlpartei einbringen, die Anspruch auf einen Gemeindevorstandssitz hat. Dieser muss die österreichische Staatsbürgerschaft besitzen und in den Gemeinderat wählbar sein, muss diesem aber nicht angehören.
Der Bürgermeister tritt seine Funktion mit der Angelobung an. Er bleibt dies, sofern er seine Funktion nicht zurücklegt, bis zur Angelobung eines neuen Bürgermeisters.

## Ergebnisse

### Landesergebnis
| Partei              | GRW 2015 Stand: 22. März 2015 | GRW 2015 Stand: 22. März 2015 | GRW 2015 Stand: 22. März 2015 | GRW 2015 Stand: 22. März 2015 |                  | GRW 2010         | GRW 2010         | GRW 2010 |       | Differenz | Differenz | Differenz |
| Partei              | Stimmen                       | %                             | Mandate                       | %                             | Stimmen          | %                | Mandate          | Stimmen  | %     | Mandate   |           |           |
| ------------------- | ----------------------------- | ----------------------------- | ----------------------------- | ----------------------------- | ---------------- | ---------------- | ---------------- | -------- | ----- | --------- | --------- | --------- |
| wahlberechtigt      | 800.811                       | —                             | —                             | —                             | 793.469          | —                | —                | +7.342   | —     | —         |           |           |
|                     |                               |                               |                               |                               |                  |                  |                  |          |       |           |           |           |
| abgegeben gesamt    | 587.532                       | 73,37                         | —                             | —                             | 612.092          | 77,15            | —                | +50.354  | −3,78 | —         |           |           |
| davon ungültig      | 008.095                       | 01,38                         | —                             | —                             | 0010.026         | 01,64            | —                | —        | —     | —         |           |           |
| davon gültig        | 579.437                       | 98,62                         | 5088                          | —                             | 602.066          | 98,36            | *)               | —        | —     | —         |           |           |
| davon entfielen auf |                               |                               |                               |                               |                  |                  |                  |          |       |           |           |           |
| SPÖ und Listen      | 182.910                       | 31,57                         | 1561                          | 30,68                         | 222.732          | 36,99            | *)               | −39.822  | −5,42 | *)        |           |           |
| ÖVP und Listen      | 247.559                       | 42,72                         | 2472                          | 48,58                         | 281.842          | 46,81            | *)               | −34.284  | −4.09 | *)        |           |           |
| FPÖ und Listen      | 080.306                       | 13,86                         | 0604                          | 11,87                         | 039.451          | 6,55             | *)               | +39.451  | +7,31 | *)        |           |           |
| GRÜNE und Listen    | 019.277                       | 03,33                         | 0110                          | 02,16                         | 012.782          | 2,12             | *)               | +06.495  | +1,21 | *)        |           |           |
| KPÖ                 | 008.839                       | 01,53                         | 0038                          | 00,75                         | 007.330          | 1,22             | *)               | +01.509  | +0,31 | *)        |           |           |
| NEOS                | 002.278                       | 00,39                         | 008                           | 00,16                         | nicht kandidiert | nicht kandidiert | nicht kandidiert | +02.278  | +0,39 | +08       |           |           |
| sonstige Listen     | 038.268                       | 06,60                         | 0295                          | 05,80                         | 034.461          | 5,72             | *)               | +03.807  | +0,88 | *)        |           |           |
| BZÖ                 | nicht kandidiert              | nicht kandidiert              | nicht kandidiert              | nicht kandidiert              | 003.467          | 00,58            | *)               | −03.467  | −0,58 | *)        |           |           |

*) In dieser fiktiven Vergleichswahl sind in der Gesamtauswertung und in der Bezirksauswertung aufgrund der Gemeindefusionen Mandatsvergleiche nicht möglich.

### Wahlbeteiligung

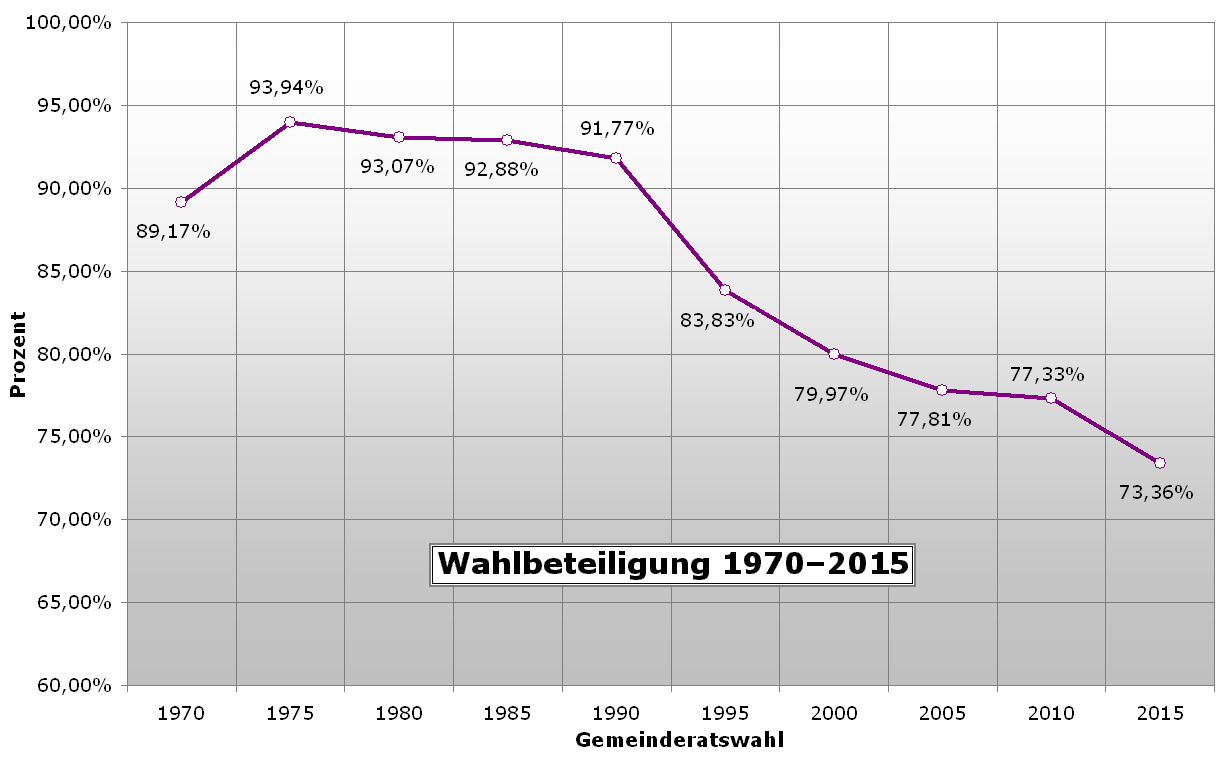
Wahlbeteiligung bei Gemeinderatswahlen 1975–2015

Die Wahlbeteiligung war 2015 weiter sinkend und hat mit 73,36 Prozent den bisherigen Tiefststand erreicht. 2010 waren noch 77,81 Prozent zur Wahlurne geschritten.
| Jahr            | 1970    | 1975    | 1980    | 1985    | 1990    | 1995    | 2000    | 2005    | 2010    | 2015    |
| --------------- | ------- | ------- | ------- | ------- | ------- | ------- | ------- | ------- | ------- | ------- |
| Wahlberechtigte | 628.415 | 628.425 | 658.672 | 689.042 | 715.056 | 733.796 | 738.465 | 779.903 | 793.469 | 800.836 |

| Jahr            | 1970    | 1975    | 1980    | 1985    | 1990    | 1995    | 2000    | 2005    | 2010    | 2015    |
| --------------- | ------- | ------- | ------- | ------- | ------- | ------- | ------- | ------- | ------- | ------- |
| Wahlbeteiligung | 89,17 % | 93,94 % | 93,07 % | 92,88 % | 91,77 % | 83,83 % | 79,97 % | 77,81 % | 77,33 % | 73,36 % |

Die höchsten Wahlbeteiligungen gab es in kleinen Gemeinden. Am höchsten war diese in Gasen (759 Wahlberechtigte / 92,49 Prozent) gefolgt von Miesenbach bei Birkfeld (598/92,31), Pusterwald (409/89,98), Krakau (1257/89,66), Stanz im Mürztal (1.591/89,38), Tieschen (1.120/89,38), Schöder (832/89,30) und Mühlen (775/89,29).
Die geringsten Wahlbeteiligungen mussten Städte und Marktgemeinden verzeichnen. Unter 60 Prozent lag sie in Knittelfeld (10.455/52,43), Kalsdorf bei Graz (4.981/54,29), Feldkirchen bei Graz (4.698/56,07), Kapfenberg (18.890/57,16) und Leoben (20.420/57,65).

### SPÖ und zugeordnete Listen
Eindeutiger Verlierer der Gemeinderatswahlen war die SPÖ, die nur einen Stimmenanteil von 31,57 Prozent erreichte und somit um 5,42 Prozent zurückfiel. 2010 hatte die SPÖ noch 36,99 Prozent für sich verbuchen können. Besonders schmerzlich für die SPÖ war, dass sie in ihren traditionellen Hochburgen, den obersteirischen Industriestädten Bruck an der Mur (43,88/−14,10 Prozent), Mürzzuschlag (42,27/−8,26 Prozent), Kapfenberg (48,40/−7,48 Prozent), Knittelfeld (49,30/−6,65 Prozent) und Leoben (48,74/−4,11 Prozent) die absolute Mehrheit abgeben musste. In der neuen „Reformgemeinde“ St. Barbara im Mürztal, die durch die Zusammenlegung der Industrie- und Bergbauorte Veitsch, Wartberg und Mitterdorf entstand, rutschte die SPÖ von hochgerechneten 62,75 Prozent auf 45,30 Prozent ab.
Trotz Verlusten verfügt die SPÖ in Gralla (81,78 Prozent), Selzthal (80,25 Prozent), Haselsdorf-Tobelbad (73,24 Prozent), Frauental an der Laßnitz (72,50 Prozent), Rosental an der Kainach (70,64 Prozent), Vordernberg (69,04 Prozent) oder Niklasdorf (68,22 Prozent) noch immer über satte Mehrheiten. Es gab aber auch Gemeinden, wo die SPÖ ihre Mehrheiten entscheidend ausbauen konnte. Den höchsten Gewinn für die SPÖ gab es in Gröbming, wo sie um 23,07 auf 51,98 Prozent zulegte und nun die absolute Mehrheit hat. Neue absolute Mehrheiten gibt es für die SPÖ auch in Pöls-Oberkurzheim (+16,93 auf 64,59 Prozent), Ratten (+14,92 auf 59,75 Prozent), Trofaiach (+11,67 auf 57,16 Prozent), Rohrbach an der Lafnitz (+16,64 auf 56,02 Prozent) und in Mureck (+17,65 auf 51,83 Prozent). Auf zweistellige Gewinne konnte die SPÖ auch in St. Georgen ob Judenburg (+18,13 Prozent), Miesenbach bei Birkfeld (+16,46 Prozent), Nestelbach bei Graz (+13,80 Prozent), Gaishorn am See (+13,33 Prozent), St. Margarethen bei Knittelfeld (+11,70 Prozent), Kitzeck im Sausal (+11,48 Prozent), Kainach bei Voitsberg (+10,32 Prozent) und Seckau (+10,17 Prozent) verweisen.
Den höchsten Verlust verzeichnete die SPÖ in Tillmitsch, wo sie von 64,06 auf 21,18 Prozent zurückfiel und somit nahezu zwei Drittel (−42,88 Prozent) ihrer Stimmen verlor. Ebenfalls zwei drittel verlor die SPÖ in Jagerberg, wo sie nunmehr nur 14,37 anstatt 36,09 Prozent (−21,72 Prozent) hat. Rund die Hälfte ihrer Stimmen verlor die SPÖ in Gratkorn (−33,88 auf 33,56 Prozent), in Grundlsee (−32,86 auf 24,68 Prozent), in Hart bei Graz (−29,30 auf 32,97 Prozent), in Geistthal-Södingberg (−28,34 auf 33,53 Prozent), in Köflach (−25,59 auf 33,88 Prozent), St. Radegund bei Graz (−22,86 auf 21,72 Prozent), in Sinabelkirchen (−22,50 auf 32,22 Prozent), in Thal (−21,14 auf 33,83 Prozent) und in Maria Lankowitz (−20,09 auf 39,92 Prozent).
Knapp 30 % der Bewohner leben unter einem SPÖ-Bürgermeister.

### ÖVP und zugeordnete Listen
Die ÖVP verlor insgesamt 4,09 Prozent. In Gemeinden ohne Fusion allerdings nur 1,69 Prozent, in fusionierten hingegen 5,31 Prozent. Recht genau zwei Drittel der Bevölkerung (inklusive Graz) wird von einem ÖVP-Bürgermeister regiert.

### FPÖ und zugeordnete Listen
Die FPÖ konnte bei den Gemeinderatswahlen 2015 mit 13,86 Prozent und 604 Gemeinderatssitzen ihr historisch bestes Ergebnis einfahren. Damit konnten sie ihren Anteil von 2010, wo sie 6,55 Prozent erreichten, mehr als verdoppeln und auch das bisherige Spitzenergebnis vom Jahr 2000 (11,3 Prozent) überbieten.
Den größten Erfolg landete die FPÖ in Neumarkt in der Steiermark, wo sie mit 46,60 Prozent die bisher regierende ÖVP überholte. Mit dem Zugewinn von 23,10 Prozent konnte sie ihren Anteil nahezu verdoppeln (bisher 23,50 Prozent) und stellt mit nunmehr 12 Mandaten die relative Mehrheit im Gemeinderat. Zu den herausragenden Ergebnissen zählt auch der Erfolg in Sankt Stefan ob Stainz, wo die FPÖ ihren Anteil von lediglich 1,63 Prozent um bemerkenswerte 30,31 Prozent erhöhte und nunmehr bei 31,94 Prozent liegt und 7 Sitze im Gemeinderat hat. Ein ähnlicher Erfolg gelang ihr in Vorau, wo sie sich von 4,00 Prozent auf 28,63 Prozent steigerte. In Bad Blumau legte die FPÖ von 7,90 auf nunmehr 30,16 Prozent zu und in Stadl-Predlitz von 5,79 auf 26,65 Prozent. Beachtlich auch der Erfolg in Mürzzuschlag, wo die FPÖ ihren bisherigen Anteil von 14,78 Prozent mehr als verdoppelte (+15,67 Prozent) und mit nun 30,45 Prozent die ÖVP auf den dritten Platz verwies. Über 30 Prozent erreichte die FPÖ weiters in Pusterwald (36,18 Prozent) und Kalwang (30,56 Prozent).
Es gab aber auch einige wenige Gemeinden, wo die FPÖ schwere Verluste hinnehmen musste. Den größten Verlust gab es für die Blauen in Gröbming, wo sie von 32,19 auf 9,36 Prozent zurückfiel (−22,38 Prozent). In Turnau fielen sie von 22,36 auf 8,61 Prozent (−13,75 Prozent) und in Teufenbach-Katsch von 15,23 auf 8,45 Prozent (−6,78 Prozent). In Stanz im Mürztal betrug der Verlust nur 3,07 Prozent, doch verloren sie damit ihr einziges Mandat. Nicht im Gemeinderat sind sie in Ilz (2,61 Prozent), Lannach (3,64 Prozent), Gaishorn am See (4,26 Prozent), Übelbach (4,63 Prozent), Stanz im Mürztal (4,68 Prozent), Söchau (4,92 Prozent), Gralla (4,93 Prozent), Haus (5,37 Prozent), Unzmarkt-Frauenburg (5,37 Prozent), Frauental an der Laßnitz (5,40 Prozent) und Ratten (5,42 Prozent).
In den Gemeinden ohne Fusion erreichte die FPÖ ein Plus von 4,66 Prozent, in denen mit Fusion jedoch eines von 8,43 Prozent.

### NEOS und zugeordnete Listen
Enttäuschend verliefen die Wahlen für die NEOS, die ohnehin nur in 15 Gemeinden kandidierten. Während sie bei der Nationalratswahl noch 3,85 Prozent erreichten, mussten sie bei der Gemeinderatswahl mit durchschnittlich 3,30 Prozent vorliebnehmen. Auch im Vergleich mit den Gemeinderatswahlen 2015 in anderen Bundesländern schnitten sie in der Steiermark am schlechtesten ab. So erreichten sie in Vorarlberg 5,17 Prozent, in Niederösterreich 4,15 Prozent und in Kärnten 3,82 Prozent. Vor allem in den größeren Städten wie Kapfenberg (2,58 Prozent), Leoben (2,00 Prozent) oder Leibnitz (1,82 Prozent) verfehlten sie den Einzug in den Gemeinderat.
Insgesamt erreichten die NEOS nur 2.278 Stimmen und 8 Mandate. Den größten Erfolg hatten die NEOS in Kumberg, wo sie mit 15,76 Prozent hinter der ÖVP die zweitstärkste Kraft sind und mit 3 Mandaten im Gemeinderat vertreten sind. In Stubenberg erreichten sie 7,43 Prozent und 1 Mandat. Ebenfalls ein Mandat gab es in Hartberg (5,16 Prozent), Hart bei Graz (4,48 Prozent), Hitzendorf (3,84 Prozent) und in Feldbach (3,59 Prozent). In Nestelbach bei Graz verpassten sie trotz 5,02 Prozent den Einzug in den Gemeinderat.

### Listen
Nur 2,4 % der Steirer haben einen Listen-Bürgermeister.